# Mahoya

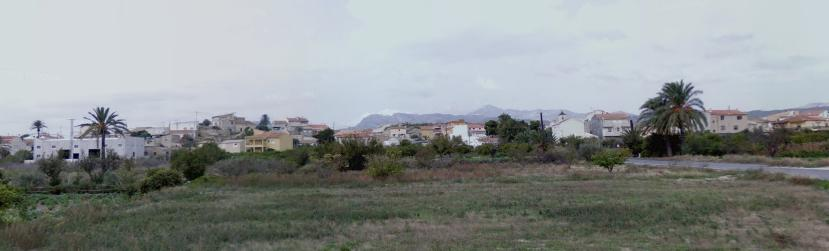

Mahoya es una pedanía perteneciente al municipio de Abanilla en la Región de Murcia, España. Cuenta con 609 habitantes.
Es una de las pedanías más grandes de Abanilla, junto con Barinas y Macisvenda. Está emplazado a sólo 3 km del municipio de Abanilla y se ubica a 5 km de Los Baños de Fortuna (Fortuna) a 8 de Barinas (Abanilla) en la misma comarca Oriental.
Su primitivo nombre es el de "La Huerta" y así consta en los legajos del siglo XVI. Quedó perfectamente comunicada con el centro urbano con la construcción del puente sobre el río Chícamo en 1917, tras la realización de la carretera de Abanilla a Pinoso.
Está delimitada y dividida entre los parajes siguientes: Camino del Molino (en dirección a Ricabacica), senda de los Madriles, Benical (paraje cercano al río y al azud de Mahoya), Los Barrancos, Macitavera, Las Contiendas (lindando con Fortuna), El Margen, El Jarea, La Nava, El Olivar (con zonas como el Bureite, Cortijo de Benito, Paradas de las Cañas, etc.), Gema, Bayá, Mayola, Lugarico Nuevo y Baina (se dice indistintamente Baina -tal vez Vaina-). En 1971 se inauguró el nuevo jardín junto a la remodelación de la plaza y escuela.

## Historia y Patrimonio
El dominio árabe de las tierras de Abanilla tuvo un carácter significativo, dada la cercanía de este territorio a su vecina Orihuela y la relación comercial tan estrecha, además de administrativa, que tuvo con ella. Durante el siglo XII, de dominio almohade, Abanilla pertenecía a Orihuela, existiendo documentación que nos refiere el trato comercial continuo, que se producía entre ambas poblaciones. La riqueza de productos abanilleros, muchos de ellos basados en las tradiciones gastronómicas árabes, se vendían en el mercado de Orihuela. Los documentos nos hablan del alajú, el pan de dátil, las almendras, los higos, las nueces, la miel, el albaricoque... Y el geógrafo al-Idrisi hacía mención expresa de los tejidos de al-Bayala y sus tapetes.Es lógico pensar que muchos de los productos alimentarios podían proceder del entorno de la actual Mahoya. No es de extrañar entonces que el paraje del lugar se haya conocido siempre como La Huerta, existiendo todavía hoy algunos de los ramales de acequias de riego de estos terrenos.
La reconquista del territorio por las Coronas cristianas de Castilla y Aragón transformaron el devenir de este territorio de frontera. Así, en 1281, pasaría a formar parte, como aldea, del señorío otorgado a Ramón de Rocafull. En 1434, y tras diversas rivalidades políticas, la administración de la aldea pasó a manos de la Orden de Calatrava. La dominación de la Orden sólo concluiría a mediados del XIX, tras la desamortización de Mendizábal, momento en el que Abanilla podría administrarse de manera independiente al diluirse las propiedades de la orden militar.
Algunos documentos del siglo XVI hacen referencia a La Huerta, paraje en el que hoy día encontramos Mahoya, o el Llano de Mahoya, una de las pedanías más notables de Abanilla, especialmente por ser lugar de parada para la Santa Cruz abanillera en su Ermita. La Edad Contemporánea fue muy importante para Mahoya. En 1904 comenzó a construirse la actual ermita, tan importante para las fiestas de Abanilla y que sustituyó a la vieja ermita del XVIII. En 1917 se construyó la carretera de Abanilla a Pinoso y el puente sobre el río Chícamo, que unía dos ámbitos del municipio. En 1971 se inauguró el nuevo jardín junto a la remodelación de la plaza y la escuela unitaria, construida en años anteriores. Hoy día la configuración urbana de Mahoya concentra en la plaza ajardinada de la ermita y alrededores los servicios básicos, con su centro social y su pequeño ambulatorio.

## Vegetación
De esta fértil hoya, regada por el Chícamo y su red de acequias, bruscamente pasamos a zonas de secano. Aquí abundan plantas como las palmeras, las paleras (chumberas) y pitas ("piteras"), y como cultivo de secano por excelencia, el almendro. El eje vital de la huerta ha sido y es la acequia mayor. Desde los años 90 más de la mitad de la huerta y el olivar se puede regar con el agua del trasvase Tajo-Segura. Con respecto a los cultivos tradicionales, no se ha perdido del todo lo autóctono, ni la variedad de albaricoque de Damasco, ni la popular pereta, ni el alpicoz (alficoz), pero sí aquellas extensiones de maíz que inundaban la huerta. Entre la fauna que habita estos parajes están las tórtolas, las palomas, los mochuelos, los abejarucos, las abubillas y los carboneros y entre los anfibios podemos encontrar especies como las ranas comunes y diversos especímenes de lagartijas

## Gastronomía
Su emplazamiento en plena huerta ha influido sustancialmente en la gastronomía de Mahoya. La disponibilidad de mayor variedad de verduras, hortalizas y frutas frescas supuso que estos ingredientes fueran empleados con mucha más frecuencia aquí que en otras zonas del municipio en las que estos recursos escaseaban. La cocina de Mahoya es rica y muy variada. Desde las ensaladas a los hervidos de alcachofa pasando por las menestras, las tortillas variadas o los arroces como el de verduras, sin olvidar las preparaciones de carnes. Se sucede así todo un surtido de viandas que pueden degustarse en las mesas de Mahoya.
Naturalmente son también tradicionales aquí platos tan afamados en estas tierras como las gachasmigas o las tortilleras, la carne a la brasa, o los asados, a los que acompaña perfectamente un buen vino de la zona.
Como postre siempre habrá alguna fruta como los higos, albaricoques, peretas o los mismos dátiles de Abanilla.

## Economía
La agricultura ha sido desde hace siglos la actividad económica fundamental de Mahoya. La cercanía del Río Chícamo ha sido una garantía para mantener el riego de esta fructífera huerta. En los últimos tiempos, desde los años noventa del siglo XX, la dotación de aguas del trasvase Tajo-Segura ha permitido rentabilizar aún más estas fértiles tierras de Mahoya.
Mahoya está bien comunicada con las poblaciones vecinas de Abanilla -la más cercana a tan sólo 2 km.-, Barinas o Fortuna. También está próximo el polígono industrial El Semolilla que ha contribuido a estimular y diversificar la economía del municipio. En él encontramos empresas tan variadas como los almacenes hortofrutícolas, donde se procede a la manipulación y envasado de las producciones locales, empresas de agroquímicos, empresas de elaboración de piedra natural, de transportes, de muebles o de calzado.

## Fiestas
Mahoya celebra las fiestas más importantes de Abanilla, las fiestas de la Santísima Cruz de Abanilla, celebradas en mayo y que tienen un lugar de encuentro importantísimo para el desarrollo de las mismas, la Ermita de Mahoya.
El origen de la veneración al lignum crucis de Abanilla, según la tradición, comenzó cuando el obispo de Zaragoza, que solía acompañar al monarca aragonés Pedro IV, el Ceremonioso, dejó olvidado un relicario con astillas de la Santa Cruz en las cercanías de la acequia de La Huerta o acequia de Mahoya, en vísperas de su retirada de la zona tras el enfrentamiento que tuvieron el castellano y el aragonés por el dominio de Orihuela. Aunque debemos señalar que el actual lignum crucis es de 1939, ya que fue enviado desde Roma tras desaparecer el original.  
El día grande para Mahoya es el 3 de mayo, día en el que la Cruz sale de Abanilla en romería para su santuario en Mahoya, donde se procede al baño de la Cruz, a la bendición, al rodaje de las banderas y al día de convivencia por los parajes de La Huerta hasta el momento en el que los romeros vuelven con la cruz a Abanilla.
Del día 3 de mayo y 14 de septiembre.

## Monumentos
Iglesia (Ermita) de MahoyaEs la protagonista en las populares romerías del día 3 de mayo y 14 de septiembre. Fue construida en 1904. En los últimos 20 años ha sufrido varias reparaciones y reconstrucciones. En 1980 se añadió el retablo de madera que procedía del seminario Mayor de San Fulgencio de Murcia y en 1997 se colocó el reloj de la fachada. La Santa Cruz sale en procesión por las calles y caminos de Mahoya desde septiembre de 1989